# حدباء آل عوشان (مأرب)

تعديل مصدري - تعديل

حدباء آل عوشان هي إحدى قرى عزلة ال قزعة بمديرية مأرب التابعة لمحافظة مأرب، بلغ تعداد سكانها 1131 نسمة حسب تعداد اليمن لعام 2004.